# Reemuwa
Reemuwa (nep. रिमुवा) – gaun wikas samiti w zachodniej części Nepalu w strefie Lumbini w dystrykcie Gulmi. Według nepalskiego spisu powszechnego z 2001 roku liczył on 545 gospodarstw domowych i 2710 mieszkańców (1562 kobiet i 1148 mężczyzn).